# 서울실용음악고등학교
서울실용음악고등학교는 서울특별시 중구 신당동에 위치한 대한민국 최초의 대안 실용음악고등학교로, 이 학교는 2006년에 개교되었다.
또한 이 학교는 기독교대한감리회 예수마을교회 소속이다. 보컬과, 뮤지컬과, 기타과, 베이스과, 피아노과, 드럼과, 미디어 작•편곡과, 관악과 8개로 이루어져 있다.

## 학교 연혁
- 2006년 9월 - 서울실용음악학교 개교
- 2010년 2월 - 서울시 교육청으로부터 정식 고등학교 학력인정 승인
- 2014년 6월 - 서울실용음악고등학교로 교명변경
- 2017년 3월 - 뮤지컬과 개설